# Artavazd Peleshian

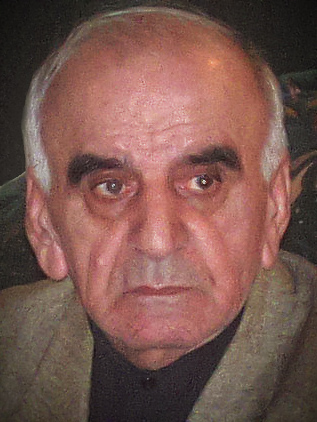
Artavazd Peleshian

Artavazd Ashoti Peleshian (22 de novembro de 1938, Leninakan) é um realizador armeno. O estilo do seu trabalho baseia-se numa visão poética da vida em forma de imagem em movimento.
O realizador Sergei Parajanov diz que Peleshyan é "um dos poucos autênticos génios do cinema universal".
Em Maio de 2019, na Cinemateca Portuguesa em Lisboa, Artavazd Peleshyan apresentou em estreia absoluta o seu último filme, o primeiro por si realizado desde 1993.